# 내북초등학교 아곡분교
내북초등학교 아곡분교는 대한민국 충청북도 보은군 내북면 남부로 5825-6 (상궁리)에 있었던 공립 초등학교다.

## 연혁
- 1968년 3월 1일 이원국민학교 아곡분교장 설립인가
- 1972년 3월 1일 아곡국민학교 인가
- 1987년 3월 9일 병설유치원 개원
- 1994년 3월 1일 내북국민학교로 편입
- 2002년 3월 1일 내북초등학교로 통폐합